# Saint Kitts en Nevis op de Olympische Zomerspelen 2012
Saint Kitts en Nevis nam deel aan de Olympische Zomerspelen 2012 in Londen, Verenigd Koninkrijk.
Van de zeven ingeschreven deelnemers namen er vier aan de wedstrijden deel. Twee deelnemers werden voortijdig door het Nationaal Olympisch Comité van Saint Kitts en Nevis naar huis gestuurd. Op 29 juli was Tameka Williams de eerste, zij was verwikkeld in een dopingzaak. Op 4 augustus volgde vlagdrager Kim Collins vanwege familiaire aangelegenheden. Delwayne Delaney, ingeschreven als lid van het 4 x 100 meter team, kwam niet in actie.

## Deelnemers en resultaten
(m) = mannen, (v) = vrouwen

### Atletiek
| Olympiër                                                   | Onderdeel  | Resultaat | Prestatie                                               |
| ---------------------------------------------------------- | ---------- | --------- | ------------------------------------------------------- |
| Antoine Adams                                              | 100m (m)   | 21e       | serie 6: 4de in 10,22 halve finale 2: 7de in 10,27      |
| Kim Collins                                                | 100m (m)   | DNS       | serie 7: niet gestart                                   |
| Jason Rogers                                               | 100m (m)   | 32e       | serie 4: 5de in 10,30                                   |
| Antoine Adams                                              | 200m (m)   | DSQ       | serie 5: 2de in 20,59 halve finale 3: gediskwalificeerd |
| Antoine Adams Brijesh Lawrence Jason Rogers Lestrod Roland | 4x100m (m) | 13e       | serie 1: 6de in 38,41                                   |

Afghanistan · Albanië · Algerije · Amerikaanse Maagdeneilanden · Amerikaans-Samoa · Andorra · Angola · Antigua en Barbuda · Argentinië · Armenië · Aruba · Australië · Azerbeidzjan · Bahama's · Bahrein · Bangladesh · Barbados · België · Belize · Benin · Bermuda · Bhutan · Bolivia · Bosnië en Herzegovina · Botswana · Brazilië · Britse Maagdeneilanden · Brunei · Bulgarije · Burkina Faso · Burundi · Cambodja · Canada · Centraal-Afrikaanse Republiek · Chili · China · Chinees Taipei · Colombia · Comoren · Congo-Brazzaville · Congo-Kinshasa · Cookeilanden · Costa Rica · Cuba · Cyprus · Denemarken · Djibouti · Dominica · Dominicaanse Republiek · Duitsland · Ecuador · Egypte · El Salvador · Equatoriaal-Guinea · Eritrea · Estland · Ethiopië · Fiji · Filipijnen · Finland · Frankrijk · Gabon · Gambia · Georgië · Ghana · Grenada · Griekenland · Groot-Brittannië · Guam · Guatemala · Guinee · Guinee‑Bissau · Guyana · Haïti · Honduras · Hongarije · Hongkong · Ierland · IJsland · India · Indonesië · Irak · Iran · Israël · Italië · Ivoorkust · Jamaica · Japan · Jemen · Jordanië · Kaaimaneilanden · Kaapverdië · Kameroen · Kazachstan · Kenia · Kirgizië · Kiribati · Koeweit · Kroatië · Laos · Lesotho · Letland · Libanon · Liberia · Libië · Liechtenstein · Litouwen · Luxemburg · Macedonië · Madagaskar · Malawi · Maldiven · Maleisië · Mali · Malta · Marshalleilanden · Marokko · Mauritanië · Mauritius · Mexico · Micronesië · Moldavië · Monaco · Mongolië · Montenegro · Mozambique · Myanmar · Namibië · Nauru · Nederland · Nepal · Nicaragua · Nieuw-Zeeland · Niger · Nigeria · Noord-Korea · Noorwegen · Oeganda · Oekraïne · Oezbekistan · Oman · Oostenrijk · Oost-Timor · Pakistan · Palau · Palestina · Panama · Papoea-Nieuw-Guinea · Paraguay · Peru · Polen · Portugal · Puerto Rico · Qatar · Roemenië · Rusland · Rwanda · Saint Kitts en Nevis · Saint Lucia · Saint Vincent en Grenadines · Salomonseilanden · Samoa · San Marino · Sao Tomé en Principe · Saoedi-Arabië · Senegal · Servië · Seychellen · Sierra Leone · Singapore · Slovenië · Slowakije · Soedan · Somalië · Spanje · Sri Lanka · Suriname · Swaziland · Syrië · Tadzjikistan · Tanzania · Thailand · Togo · Tonga · Trinidad en Tobago · Tsjaad · Tsjechië · Tunesië · Turkije · Turkmenistan · Tuvalu · Uruguay · Vanuatu · Venezuela · Verenigde Arabische Emiraten · Verenigde Staten · Vietnam · Wit-Rusland · Zambia · Zimbabwe · Zuid-Afrika · Zuid-Korea · Zweden · Zwitserland · Onafhankelijke atleten